# Сагатерии
Сагатерии (лат. Saghatherium) — род вымерших очень крупных даманов из семейства плиогирацид (Pliohyracidae), известные из олигоцена Северной Африки (Египет, Ливия) и Аравийского полуострова (Оман). Представители рода вели полуводный образ жизни.

## Описание
Сагатерии походили на современных даманов. Они были вдвое больше и весили около 9 кг. Голова относительно тела была меньше, чем у нынешних даманов. Хотя род описан впервые в 1902 году, полный скелет найден только в 2004 году в Ливии. Скелет был примитивнее, чем у других представителей отряда.

## Виды
- Saghatherium annectens
- Saghatherium antiquum
- Saghatherium bowni
- Saghatherium euryodon
- Saghatherium humarum
- Saghatherium macrodon
- Saghatherium magnum
- Saghatherium majus
- Saghatherium minus
- Saghatherium sobrina